# Думбия, Исса
Исса Думбия (итал. Issa Doumbia; род. 16 октября 2003, Тревильо, Ломбардия) — итальянский футболист ивуарийского происхождения, полузащитник клуба «Венеция».

## Клубная карьера
Думбия — воспитанник клубов «Сисерано» и «Альбинолеффе». 15 сентября 2021 года в поединке Кубка Италии против «Про Верчелли» Исса дебютировал за основной состав последних. 7 ноября в матче против «Про Верчелли» он дебютировал в итальянской Серии C. 20 февраля 2022 года в поединке против «Перголеттезе» Исса забил свой первый гол за «Альбинолеффе».
Летом 2024 года Думбия перешёл в «Венецию». 11 августа в поединке Кубка Италии против «Брешии» игрок дебютировал за основной состав. 25 августа в матче против «Фиорентины» он дебютировал в итальянской Серии A.

## Международная карьера
В 2025 году в составе молодёжной сборной Италии Думбия принял участие в молодёжном чемпионате Европы в Словакии.